# Anoplodactylus cryptus
Anoplodactylus cryptus is een zeespin uit de familie Phoxichilidiidae. De soort behoort tot het geslacht Anoplodactylus. Anoplodactylus cryptus werd in 1994 voor het eerst wetenschappelijk beschreven door Stock. 